# ユースアネイジア
『ユースアネイジア』（Youthanasia）は、メガデスが1994年に発表した6作目のアルバム。

## 解説
マーティ・フリードマンとニック・メンザの加入後のアルバムとしては3作目に当たる。前作に引き続き、マックス・ノーマンとデイヴ・ムステインの共同プロデュース体制で制作された。「ア・トゥー・ル・モンド」の歌詞の一部はフランス語が使われている。前作に引き続き、アメリカのBillboard 200でトップ5入りを果たした。アルバムタイトルは "Euthanasia" (安楽死) と "Youth" (若さ・若者) をかけた造語である。
第1弾シングル「終わりなき旅路」は、本国アメリカでは『ビルボード』誌のメインストリーム・ロック・チャートで29位に達し、イギリスでは全英シングルチャートの22位に達した。1997年、神戸連続児童殺傷事件における犯行声明文の一部がこの曲の歌詞に似ているという報道がなされ、同曲および本アルバムが事件に関係しているという憶測が流布したが、事件の容疑者は実際にはメガデスのファンでなかったことが最終的に判明した。
日本盤CDの初回盤には、シングル「終わりなき旅路」のカップリング曲「クラウン・オブ・ワームズ」と、ライヴ・ヴァージョン3曲がボーナス・トラックとして追加収録された。「クラウン・オブ・ワームズ」は、2004年には『破滅へのカウントダウン』のリマスター盤のボーナス・トラックとなっている。

### 2004年リマスター盤
デイヴ・ムステイン自身がプロデュースした2004年のリマスターCDには、未発表曲2曲とデモ・ヴァージョン2曲が追加収録された。インストゥルメンタルの「アブソリューション」は、次作『クリプティック・ライティングス』（1997年）収録曲「トラスト」の原型となった曲である。

## 収録曲
特記なき楽曲はデイヴ・ムステイン、マーティ・フリードマン、デイヴィッド・エレフソン、ニック・メンザの共作。
1. 審判の日 - Reckoning Day - 4:34
2. 終わりなき旅路 - Train of Consequences - 3:31
3. カオスへの誘惑 - Addicted to Chaos - 5:27
4. ア・トゥー・ル・モンド - À Tout le Monde - 4:22
5. エリュシオン・フィールズ - Elysian Fields - 4:02
6. ザ・キリング・ロード - The Killing Road - 3:51
7. ブラッド・オブ・ヒーローズ - Blood of Heroes - 3:50
8. ファミリー・ツリー - Family Tree - 4:11
9. ユースアネイジア - Youthanasia - 4:07
10. アイ・ソート・アイ・ニュー・イット・オール - I Thought I Knew It All - 3:42
11. ブラック・カーテンズ - Black Curtains - 3:37
12. ヴィクトリー - Victory - 4:22

### 日本盤（1994年盤）ボーナス・トラック
1. クラウン・オブ・ワームズ - A Crown of Worms - 3:18
  - 作詞：デイヴ・ムステイン、シーン・ハリス／作曲：デイヴ・ムステイン
2. ホリー・ウォーズ - Holy Wars... The Punishment Due (Live) - 6:57
  - 作詞・作曲：デイヴ・ムステイン
3. 狂乱のシンフォニー - Symphony of Destruction (Live) - 3:44
  - 作詞・作曲：デイヴ・ムステイン
4. スウェティング・バレッツ - Sweating Bullets (Live) - 4:46
  - 作詞・作曲：デイヴ・ムステイン

### 2004年リマスター盤ボーナス・トラック
1. ミレニアム・オブ・ザ・ブラインド - Millennium of the Blind - 2:15
  - 作詞：デイヴ・ムステイン／作曲：デイヴ・ムステイン、マーティ・フリードマン
2. ニュー・ワールド・オーダー (デモ) - New World Order (Demo) - 3:45
3. アブソリューソン (インストゥルメンタル) - Absolution (Instrumental) - 3:27
  - 作曲：デイヴ・ムステイン、マーティ・フリードマン
4. ア・トゥー・ル・モンド (デモ) - À Tout le Monde (Demo) - 6:20

## カヴァー
- 「審判の日」は、パワー・クエストのアルバム『マスター・オヴ・イリュージョン』（2008年）の日本盤ボーナス・トラックとしてカヴァーされた。

## 参加ミュージシャン
- デイヴ・ムステイン - ボーカル、ギター
- マーティ・フリードマン - ギター
- デイヴィッド・エレフソン - ベース
- ニック・メンザ - ドラムス

ゲスト・ミュージシャン
- ジミー・ウッド - ハーモニカ(on 2. 5.)